# Cristina Nicolau
Cristina Elena Nicolau (* 9. August 1977 in Bukarest; † 5. Dezember 2017 ebendort) war eine rumänische Leichtathletin, die im Weit- und Dreisprung an den Start ging. Ihren größten Erfolg feierte sie mit dem Gewinn der Silbermedaille im Dreisprung bei den Halleneuropameisterschaften 2000 in Gent.

## Sportliche Laufbahn
Ihren ersten internationalen Wettkampf bestritt Cristina Nicolau im Jahr 1991, als sie bei den Junioreneuropameisterschaften in Thessaloniki mit 6,06 m den achten Platz im Weitsprung belegte. Im Jahr darauf gelangte sie bei den Juniorenweltmeisterschaften in Seoul mit 5,98 m auf den zehnten Platz und 1993 gewann sie bei den Junioreneuropameisterschaften in Donostia / San Sebastián mit 6,44 m die Bronzemedaille. 1994 wurde sie bei den Juniorenweltmeisterschaften in Lissabon mit 6,27 m Neunte und im Jahr darauf gewann sie bei den Junioreneuropameisterschaften in Nyíregyháza mit 6,27 m die Silbermedaille. 1996 belegte sie bei den Halleneuropameisterschaften in Stockholm mit 13,68 m den achten Platz im Dreisprung. Im selben Jahr gewann sie bei den Juniorenweltmeisterschaften in Sydney mit 6,47 m die Silbermedaille im Weitsprung sowie mit 13,64 m auch im Dreisprung. Im Jahr darauf siegte sie mit 13,97 m bei den Balkan-Hallenmeisterschaften in Piräus, ehe sie bei den Hallenweltmeisterschaften in Paris mit 13,94 m auf den zehnten Platz gelangte. Im Juli siegte sie bei den U23-Europameisterschaften in Turku mit 14,22 m im Dreisprung und sicherte sich im Weitsprung mit 6,43 m die Silbermedaille hinter der Russin Tatjana Kotowa. Anschließend schied sie bei den Weltmeisterschaften in Athen mit 13,25 m in der Qualifikationsrunde im Dreisprung aus, ehe sie bei der Sommer-Universiade in Catania mit 6,40 m die Bronzemedaille im Weitsprung hinter den Ukrainerinnen Olena Schechowzowa und Wiktorija Werschynina gewann. Zudem belegte sie dort mit 13,65 m den fünften Platz im Dreisprung. Zudem gewann sie bei den Balkanspielen in Athen mit 13,79 m die Bronzemedaille im Dreisprung hinter ihrer Landsfrau Rodica Mateescu und Olga Vasdeki aus Griechenland. 1998 verteidigte sie mit 14,19 m ihren Titel im Dreisprung bei den Balkan-Hallenmeisterschaften in Piräus, ehe sie bei den Halleneuropameisterschaften in Valencia mit 14,12 m den siebten Platz belegte. Im Jahr darauf siegte sie bei den U23-Europameisterschaften in Göteborg mit 14,70 m im Dreisprung und belegte im Weitsprung mit 6,57 m den vierten Platz. Anschließend belegte sie bei den Weltmeisterschaften in Sevilla mit 14,38 m im Finale den achten Platz im Dreisprung, ehe sie beim IAAF Grand Prix Final in München mit 14,28 m Sechste wurde.
2000 siegte sie mit 14,34 m bei den Balkan-Hallenmeisterschaften in Piräus und gewann kurz darauf bei den Halleneuropameisterschaften in Gent mit 14,63 m die Silbermedaille hinter der Russin Tatjana Lebedewa. Im September nahm sie im Dreisprung an den Olympischen Sommerspielen in Sydney teil und belegte dort mit 14,17 m im Finale den sechsten Platz. 2001 belegte sie bei den Hallenweltmeisterschaften in Lissabon mit 14,05 m den sechsten Platz und im Juli siegte sie mit 14,62 m bei den Spielen der Frankophonie in Ottawa. Daraufhin gelangte sie bei den Weltmeisterschaften im kanadischen Edmonton mit 14,17 m im Finale auf Rang sechs, ehe sie beim Grand Prix Final in Melbourne mit 13,97 m Achte wurde. Im Jahr darauf klassierte sie sich bei den Halleneuropameisterschaften in Wien mit 14,11 m auf dem fünften Platz und im August wurde sie bei den Freiluft-Europameisterschaften in München mit 14,39 m ebenfalls Fünfte. Zudem schied sie im Weitsprung mit 6,29 m in der Qualifikationsrunde aus. 2003 siegte sie mit 13,86 m im Dreisprung bei den Balkan-Meisterschaften in Thiva und schied bei den Weltmeisterschaften nahe Paris mit 13,48 m in der Vorrunde aus. Daraufhin siegte sie mit 13,45 m bei den Militärweltspielen in Catania im Dreisprung und gewann im Weitsprung mit 5,93 m die Bronzemedaille hinter der Russin Tatjana Ter-Mesrobjan und ihrer Landsfrau Livea Pruteanu. 2007 gewann sie bei den Balkan-Meisterschaften in Sofia mit 13,49 m die Silbermedaille im Dreisprung hinter der Bulgarin Gita Dodowa. Im selben Jahr beendete sie dann ihre aktive sportliche Karriere im Alter von 30 Jahren.
In den Jahren 1996, 1999 und 2002 wurde Nicolau rumänische Meisterin im Weitsprung sowie 1999 und 2001 auch im Dreisprung. Zudem wurde sie 1996 und von 1999 bis 2002 Hallenmeisterin Weitsprung und 1996 und von 2000 bis 2002 auch im Dreisprung.

## Persönliche Bestleistungen
- Weitsprung: 6,65 m, 23. Juni 2002 in Annecy
- Dreisprung: 14,94 m, 5. Februar 2000 in Bukarest